# Contea di Nakuru
La Contea di Nakuru è una delle 47 contee del Kenya situata nella ex Provincia della Rift Valley. Al censimento del 2019 ha una popolazione di 2.162.202 abitanti. Il capoluogo della contea è Nakuru. Altre città importanti sono: Naivasha, Molo e Gilgil.